# Trofeo Masferrer
O Trofeo Masferrer era uma clássica ciclista que se celebrava anualmente em Gerona, Espanha, em honra de Narciso Masferrer, fundador do diário Mundo Deportivo.
Disputou-se ininterruptamente desde o ano em que nasceu em 1932 até 1994, com o único parêntese da Guerra civil espanhola e dos anos 1948, 1961, 1962 e 1982.
O ciclista que tem inscrito em maior número de ocasiões seu nome no palmarés é Txomin Perurena, com três vitórias, lhe seguem com duas, Jaime Alomar, Mariano Cañardo, Gabriel Company Bauzà, Miguel Gual, Francisco Masip Llop, Fernando Múrcia, Antonio Andrés Sancho e Dino Zandegu.

## Palmarés
| Ano       | Vencedor                   | Segundo                      | Terceiro                     |
| --------- | -------------------------- | ---------------------------- | ---------------------------- |
| 1932      | Mariano Cañardo            | Josep Campamà                | Ricardo Ferrando             |
| 1933      | Mariano Cañardo            | Isidre Figueras              | Antonio Escuriet             |
| 1934      | Isidre Figueras            | José Nicolau                 | Enrique Cortés               |
| 1935      | Luigi Ferrando             | Antonio Destrieux            | Vicente Trueba               |
| 1936      | Antonio Prior              | Mariano Cañardo              | Juan Mayol                   |
| 1937-1939 |                            |                              |                              |
| 1940      | Antonio Andrés Sancho      | Juan Gimeno                  | Fernando Murcia              |
| 1941      | Fernando Murcia            | Antonio Andrés Sancho        | Delio Rodríguez              |
| 1942      | Fernando Murcia            | Martin Mancisidor            | Antonio Andrés Sancho        |
| 1943      | Julián Berrendero          | Antonio Andrés Sancho        | Delio Rodríguez              |
| 1944      | Antonio Andrés Sancho      | Martín Mancisidor            | Fernando Murcia              |
| 1945      | Enric Armengol             |                              |                              |
| 1946      | Miguel Gual                | Victorio Ruiz                | José Escolano                |
| 1947      | Miguel Gual                | Dalmacio Langarica           | Joaquín Olmos                |
| 1948      | Não se disputou            | Não se disputou              | Não se disputou              |
| 1949      | Miguel Bover               | Emilio Rodríguez             | Bernardo Ruiz                |
| 1950      | Francisco Masip Llop       | José Vidal Porcar            | Antonio Gelabert             |
| 1951      | Manuel Rodríguez Barros    | Miguel Poblet                | Bernardo Ruiz                |
| 1952      | Francisco Alomar           | Bernardo Capó                | Joan Escolà                  |
| 1953      | Hortensio Vidaurreta       | Vicente Iturat               | Bernardo Ruiz                |
| 1954      | Miguel Poblet              | Miguel Bover                 | Manuel Rodríguez Barros      |
| 1955      | Gabriel Company            | Vicente Iturat               | Francisco Masip Llop         |
| 1956      | Francisco Masip Llop       | Antonio Bertrán              | Juan Campillo                |
| 1957      | Vicente Iturat             | Juan Crespo                  | Francisco Moreno Martínez    |
| 1958      | Juan Crespo                | Gabriel Company              | Fernando Manzaneque          |
| 1959      | Gabriel Company            | Antonio Karmany              | Miguel Pacheco               |
| 1960      | Francisco Moreno Martínez  | Gabriel Mas                  | Anicet Utset                 |
| 1961-1962 | Não se disputou            | Não se disputou              | Não se disputou              |
| 1963      | Adolf de Waele             | Sebastián Elorza             | Ramón Mendiburu              |
| 1964      | Jaime Alomar               | Antonio Gómez del Moral      | Eusebio Vélez                |
| 1965      | Antonio Bertrán            | Francesc Tortellà Rebassa    | Rafael Carrasco Guerra       |
| 1966      | Manuel Martín Piñera       | Esteban Martín Jiménez       | José Manuel Lasa Urquía      |
| 1967      | Jaime Alomar               | José Pérez Francés           | Txomin Perurena              |
| 1968      | Dino Zandegu               | José Samyn                   | Bruno Mealli                 |
| 1969      | Dino Zandegu               | Antonio Gómez del Moral      | Cipriano Chemello            |
| 1970      | Ramón Sáez                 | Franco Bitossi               | Marc Sohet                   |
| 1971      | Txomin Perurena            | Ramón Sáez                   | Marc Sohet                   |
| 1972      | Francisco Galdós           | Santiago Lazcano             | José Luis Abilleira          |
| 1973      | Javier Francisco Elorriaga | José Gómez Lucas             | Germán Martín Sáez           |
| 1974      | Txomin Perurena            | Andrés Oliva Sánchez         | Javier Francisco Elorriaga   |
| 1975      | Txomin Perurena            | Javier Francisco Elorriaga   | Eddy Peelman                 |
| 1976      | Félix Suárez Colomo        | Josef Fuchs                  | Custodio Mazuela Castillo    |
| 1977      | José Luis Viejo            | José Manuel García Rodríguez | Pedro Vilardebo              |
| 1978      | Miguel Mari Lasa           | Jesús Suárez Cuevas          | Pedro Torres Cruces          |
| 1979      | Antoine Gutierrez          | Rafael Ladrón de Guevara     | Salvador Gálvez Massó        |
| 1980      | Juan Martín Ocaña          | Lorenzo Vidal                | Jesús Suárez Cuevas          |
| 1981      | Daniel Gisiger             | Vicente Belda                | José Luis Rodríguez Inguanzo |
| 1982      | Pedro Muñoz Machín         | Antonio Coll                 | Vicente Belda                |
| 1983      | Julián Gorospe             | Angel Ocaña                  | Miguel Ángel Iglesias        |
| 1984      | Alberto Fernández Blanco   | Jesús Suárez Cuevas          | Miguel Ángel Iglesias        |
| 1985      | Noel Dejonckheere          | Alfonso Gutiérrez            | Jesús Suárez Cuevas          |
| 1986      | Antonio Esparza            | Noel Dejonckheere            | José Luis Laguía             |
| 1987      | Roberto Córdoba            | Rubén Gorospe                | Mathieu Hermans              |
| 1988      | Mathieu Hermans            | Antonio Esparza              | Miguel Ángel Iglesias        |
| 1989      | Casimiro Moreda            | Marino Alonso Monje          | Álvaro Mejía                 |
| 1990      | Enrique Aja                | Neil Stephens                | Edgar Corredor               |
| 1991      | Malcolm Elliott            | Americo Silva Neves          | Julio César Ortegón Luque    |
| 1992      | Mario Manzoni              | Mathieu Hermans              | Kenneth Weltz                |
| 1993      | José Rodríguez García      | Alfonso Gutiérrez            | Asiat Saitov                 |
| 1994      | Ángel Edo                  | Asiate Saitov                | Davide Bramati               |